# Sometimes I Sit and Think, and Sometimes I Just Sit
| Совокупная оценка | Совокупная оценка |
| Источник          | Оценка            |
| ----------------- | ----------------- |
| Metacritic        | 88/100            |
| Оценки критиков   |                   |
| Источник          | Оценка            |
| AllMusic          | [ 2 ]             |
| The A.V. Club     | A−                |
| Chicago Tribune   | [ 4 ]             |
| Cuepoint          | A                 |
| The Guardian      | [ 6 ]             |
| Los Angeles Times | [ 7 ]             |
| NME               | 8/10              |
| Pitchfork         | 8.6/10            |
| Rolling Stone     | [ 10 ]            |
| Spin              | 9/10              |

Sometimes I Sit and Think, and Sometimes I Just Sit — дебютный студийный альбом австралийской инди-рок певицы Кортни Барнетт, вышедший 15 марта 2015 года.

## Об альбоме
Альбом получил положительные отзывы музыкальных критиков и интернет-изданий. На сайте Metacritic, который присваивает нормализованный рейтинг из 100 баллов рецензиям мейнстримных критиков, альбом получил средний балл 88, основанный на 35 рецензиях. В рецензии для AllMusic Стивен Томас Эрлевайн назвал альбом «бодрящим», сказав, что он представляет собой "убедительный аргумент в пользу того, что рок-н-ролл не нуждается в переосмыслении, чтобы возродить себя. Майк Пауэлл из Pitchfork наградил альбом премией «Лучшая новая музыка», сказав, что «Барнетт нечего доказывать, и она это доказывает». Джейми Милтон из журнала DIY назвал альбом «исключительным» и сказал: «Не ошибитесь — это дебют, подобный немногим другим». Эрик Р. Дантон, рецензируя альбом для журнала Paste, сказал, что Sometimes I Sit and Think, and Sometimes I Just Sit — «один из самых приятных для прослушивания альбомов, вышедших в этом году». Эверетт Тру написал в The Guardian, что альбом становится лучше с каждым прослушиванием, потому что «давно уже западная рок-музыка — не говоря уже о яростно изолированной и часто слишком ценной инди-сцене Мельбурна — не подбрасывала такого интригующего, убедительного и приземленного, но сюрреалистичного и болезненно смешного автора песен и текстов, как Барнетт»
. В журнале Cuepoint Роберт Кристгау отметил, что в музыке Барнетт появились «драйв и фокус», которых не было раньше, дополненные ее страстным пением и лирическим стилем, напоминающим Джона Прайна и Йенса Лекмана, но при этом остающимся «самим собой»: «Формально ее песни исповедальны, только они описывают ее материальную жизнь и противоречивые чувства остро, а не мечтательно, так что песни происходят в искусно переданном физическом и социальном мире и отражаются в нем».
В менее восторженной рецензии Кристофер Монк из musicOMH назвал Sometimes I Sit and Think, and Sometimes I Just Sit «скорее симпатичным, приятным альбомом, чем великим», написав, что «мастерство слов Барнетт превосходит мастерство ее музыки… здесь слишком много композиций, которые кажутся недописанными».
Rolling Stone поставил трек «Pedestrian at Best» на 4-е место в своем ежегодном списке лучших песен 2015 года.

### Итоговые списки критиков
Sometimes I Sit and Think, And Sometimes I Just Sit получил 8 номинаций на премию ARIA Music Awards of 2015, включая Album of the Year, Best Rock Album и Best Independent Release. 7 октября Кортни Барнетт выиграла награду ARIA Award for Best Cover Art. 26 ноября Барнетт также выиграла Best Female Artist, Breakthrough Artist и Best Independent Release. Кортни Барнетт была номинирована на премию «Грэмми» лучшему новому исполнителю на 58-й церемонии «Грэмми».
| Издание       | Список                        | Ранг | Ссылки |
| ------------- | ----------------------------- | ---- | ------ |
| The A.V. Club | The 15 Best Albums of 2015    | 9    | [ 21 ] |
| The Guardian  | The Best Albums of 2015       | 7    | [ 22 ] |
| NME           | NME’S Albums of the Year 2015 | 22   | [ 23 ] |
| Pitchfork     | The 50 Best Albums of 2015    | 9    | [ 24 ] |
| Pitchfork     | Readers' Top 50 Albums 2015   | 7    | [ 25 ] |
| Rough Trade   | Albums of the Year 2015       | 3    | [ 26 ] |
| Stereogum     | The 50 Best Albums of 2015    | 6    | [ 27 ] |

## Список композиций
Слова и музыка всех песен — Courtney Barnett.
| №   | Название                                                                                            | Длительность |
| --- | --------------------------------------------------------------------------------------------------- | ------------ |
| 1.  | «Elevator Operator»                                                                                 | 3:14         |
| 2.  | «Pedestrian at Best»                                                                                | 3:50         |
| 3.  | «An Illustration of Loneliness (Sleepless in New York)»                                             | 3:10         |
| 4.  | «Small Poppies»                                                                                     | 6:59         |
| 5.  | «Depreston»                                                                                         | 4:52         |
| 6.  | «Aqua Profunda!»                                                                                    | 1:59         |
| 7.  | «Dead Fox»                                                                                          | 3:33         |
| 8.  | «Nobody Really Cares If You Don't Go to the Party»                                                  | 2:46         |
| 9.  | «Debbie Downer»                                                                                     | 3:17         |
| 10. | «Kim's Caravan»                                                                                     | 6:47         |
| 11. | «Boxing Day Blues»                                                                                  | 3:02         |
| 12. | «Stair Androids & Valley Um...» (extra track on deluxe double vinyl, hidden track on Australian CD) | 6:33         |

## Участники записи
По данным с записей на диске Sometimes I Sit and Think, and Sometimes I Just Sit.
Музыканты
- Courtney Barnett — вокал, гитара
- Andrew 'Bones' Sloane — бас-гитара, вокал
- Dave Mudie — ударные, перкуссия, вокал
- Dan Luscombe — гитара

Продакшн
- Courtney Barnett — продакшн, обложка
- Dan Luscombe — продакшн, микширование
- Burke Reid — продакшн, звукозапись, микширование
- Tajette O’Halloran — фотоографии

## Позиции в чартах
| Чарт (2015)                            | Высшая позиция |
| -------------------------------------- | -------------- |
| Австралия (ARIA)                       | 4              |
| Бельгия/Фландрия (Ultratop)            | 55             |
| Бельгия/Валлония (Ultratop)            | 80             |
| Нидерланды (Album Top 100)             | 26             |
| Ирландия (IRMA)                        | 28             |
| Франция (SNEP)                         | 91             |
| Германия (Media Control)               | 73             |
| Новая Зеландия (RMNZ)                  | 19             |
| Швейцария (Schweizer Hitparade)        | 66             |
| Великобритания (UK Albums Chart)       | 16             |
| США (Billboard 200)                    | 20             |
| США (Billboard Digital Albums)         | 11             |
| США (Billboard Folk Albums)            | 1              |
| США (Billboard Independent Albums)     | 1              |
| США (Billboard Top Alternative Albums) | 1              |
| США (Billboard Top Rock Albums)        | 1              |
| США (Billboard Top Tastemaker Albums)  | 2              |

## Сертификации
| Регион | Сертификация | Продажи |
| --- | ------------ | ------- |
| Австралия (ARIA) | Золотой      | 35 000^ |
| Великобритания (BPI) | Серебряный   | 60 000  |
| ^ Данные о тиражах приведены только на основе сертификации. · Данные о продажах + прослушиваниях приведены только на основе сертификации. |              |         |